# Фомичов Петро Дмитрович
Петро Дмитрович Фомичов (9 червня 1896, Саратов — 16 вересня 1975, Харків) — український радянський художник; член Харківської організації Спілки радянських художників України з 1944 року.

## Біографія
Народився 9 червня 1896 року в місті Саратові (нині Росія). Протягом 1913—1917 навчався у Казанській художній школі, був учнем Павла Бенькова, Миколи Фешина, Григорія Медведєва.
Мешкав у Харкові в будинку на вулиці Іскринській, № 33, квартира № 96. Помер у Харкові 16 вересня 1975 року.

## Творчість
Працював у галузях станкового живопису та станкової графіки. Серед робіт:
- портрети стахановців Чайки, Соболева, Кускова, Топоркова (1945);
- «Біля фінішу» (1949);

автолітографії
- «В робітничому селищі, 1905 рік» (1957);
- «Агітація більшовиків серед солдатів у 1914 р.» (1958).

Брав участь у виставках з 1929 року, республіканських — з 1945 року, всесоюзних — з 1957 року.